# Gilmaniella bambusae
Gilmaniella bambusae är en svampart som beskrevs av Umali, Goh & K.D. Hyde 1998. Gilmaniella bambusae ingår i släktet Gilmaniella, divisionen sporsäcksvampar och riket svampar.   Inga underarter finns listade i Catalogue of Life.